# 빅토리아 저스티스
빅토리아 저스티스(Victoria Justice, 1993년 1월 19일 ~ )는 미국의 배우 및 가수이다. 그녀는 10살의 나이에 배우로서 데뷔를 하였으며, 그 이후로부터 니켈로디언의 조이 101, 빅토리어스 시리즈 등의 드라마에 출연 했었다. 언노운을 포함하여 2006년에 개봉한 스릴러 영화 The Garden에도 출연하였다.

## 수상내역
- 2006년 영 아티스트 어워즈 TV시리즈 부문 베스트 앙상블상
- 2007년 영 아티스트 어워즈 TV시리즈 부문 베스트 앙상블상

## 출연 작품

### 영화
- 출동! 도토리 구조대 - 롤라 역 (목소리)
- 나오미 앤 엘리스 노 키스 리스트 - 나오미 역
- 더 아웃스컬트 - 조디 역
- 비거

### 드라마
- 아이 캔디 (MTV) 빅토리우스- 미국 커멀쇼 청소년 역대1위